# ترانس‌نفت
ترانس‌نفت (به انگلیسی: Transneft) شرکت دولتی خدمات نفتی روسی است، که وظیفه ساخت و نگهداری خطوط لوله این کشور را برعهده دارد. این شرکت در سال ۱۹۹۳ تأسیس شد و هم‌اکنون بزرگترین سیستم خط لوله نفت جهان با طول شبکه حدود ۵۰،۰۰۰ کیلومتر (۳۱،۰۰۰ مایل) را دارا می‌باشد.
شرکت ترانس نفت وظیفه حمل‌ونقل و انتقال حدود ۹۳٪ از نفت خام تولید شده در کشور روسیه را برعهده دارد. در حال حاضر مدیرعامل این شرکت نیکولای توکارف است و دفتر مرکزی آن در شهر مسکو مستقر می‌باشد.